# Feschaeria meditrina
Feschaeria meditrina là một loài bướm đêm thuộc họ Castniidae. Nó được tìm thấy ở Brasil. It is often treated as a subspecies của Feschaeria amycus.